# شاين ماكنزي
شاين ماكنزي (بالإنجليزية: Shane McKenzie)‏ هو متزلج جماعي أسترالي، ولد في 4 يوليو 1973 في أديلايد في أستراليا.

## وصلات خارجية
- شاين ماكنزي على موقع النتائج التاريخية لألعاب القوى الأسترالية (الإنجليزية)
- شاين ماكنزي على موقع IBSF (الإنجليزية)
- شاين ماكنزي على موقع أوليمبيديا (الإنجليزية)
- شاين ماكنزي على موقع اللجنة الأولمبية الأسترالية (الإنجليزية)